# 青野原駐屯地
青野原駐屯地（あおのがはらちゅうとんち、JGSDF Camp Aonogahara）は、兵庫県小野市桜台1番地に所在し、第8高射特科群等が駐屯する陸上自衛隊の駐屯地である。

## 概要
第4次防衛力整備計画に基づく京阪神地区へのホーク部隊配備のため、青野原演習場北端部に1976年（昭和51年）8月新設された。青野ヶ原（あおのがはら）駐屯地と通称される。駐屯地司令は、第8高射特科群長が兼務。
最寄の演習場は、青野原演習場で青野原駐屯地業務隊が管理する。演習場は旧陸軍時代から使用している。

## 沿革
日本陸軍
- 1889年（明治22年）：旧陸軍の軍馬育成場が開設。
- 1900年（明治33年）：陸軍省が830町歩（830ヘクタール）にも及ぶ面積を買収して演習場を開設。
- 1907年（明治40年）：姫路に司令部を置く第10師団の高岡演習場となり廠舎が建設。
- 1915年（大正4年）：第1次世界大戦に伴うドイツ兵（オーストリア＝ハンガリー軍の兵士を含む）捕虜の収容所（青野ヶ原俘虜収容所）が設置。
- 1939年（昭和14年）8月1日：戦車第6連隊が駐屯。
- 1940年（昭和15年）：戦車第15連隊が駐屯。
- 1942年（昭和17年）：戦車第19連隊が駐屯。

アメリカ軍
- 1947年（昭和22年）：アメリカ軍が青野ヶ原演習場を接収、戦車や装甲車などの実弾射撃場として使用。

保安隊
- 1952年（昭和27年）10月15日：保安隊が発足。アメリカ軍と保安隊の青野ヶ原演習場共同使用が開始。

陸上自衛隊
- 1954年（昭和29年）7月1日：陸上自衛隊が発足。

- 1956年（昭和31年）：陸上自衛隊の専用演習場として使用開始。この際、第3管区隊（現在の第3師団）の演習場として取得・整備。
- 1972年（昭和47年）：「第4次防衛整備計画」により新たに整備されることが決定した4つの高射特科群のひとつとして、第8高射特科群の新編が決定。
- 1974年（昭和49年）：防衛庁として青野ヶ原演習場内に新たな駐屯地を開設することを決定。

陸上自衛隊青野原駐屯地
- 1976年（昭和51年）8月20日：青野原駐屯地が新設。

1. 第8高射特科群（4個射撃中隊基幹）が新編。
2. 第331高射中隊、第332高射中隊、第333高射中隊および第308高射搬送通信中隊が新編され第8高射特科群隷下に編合。
3. 高射教導隊隷下の第309高射中隊が下志津駐屯地から移駐し、第8高射特科群隷下に編合[2]。

- 2004年（平成16年）
  - 3月28日：第8高射特科群第109高射直接支援隊を廃止。
  - 3月29日：中部方面後方支援隊第302高射直接支援中隊を新編。
- 2010年（平成22年）3月26日：第331高射中隊が第338高射中隊に改編。
- 2011年（平成23年）4月22日：第332高射中隊が第339高射中隊に改編。
- 2012年（平成24年）3月26日：第309高射中隊が廃止。第333高射中隊を第340高射中隊に改編。
- 2015年（平成27年）3月26日：第343高射中隊が新編。
- 2015年（平成27年）3月26日：会計隊の改編に伴い、第434会計隊が廃止され第352会計隊青野原派遣隊が配置される。

## 駐屯部隊

### 中部方面隊隷下部隊
- 第8高射特科群
- 中部方面後方支援隊
  - 第302高射直接支援中隊：第8高射特科群を支援
- 中部方面会計隊
  - 第352会計隊
    - 青野原派遣隊
- 中部方面システム通信群
  - 第104基地システム通信大隊
    - 第318基地通信中隊
      - 青野原派遣隊
- 青野原駐屯地業務隊

### 防衛大臣直轄部隊
- 警務隊
  - 中部方面警務隊
    - 第131地区警務隊
      - 青野原連絡班

## 最寄の幹線交通
- 高速道路：中国自動車道滝野社IC・加西IC、山陽自動車道加古川北IC、播但連絡道路花田IC
- 一般道：国道372号、国道175号、高砂加古川加西線、三木宍粟線、市場多井田線
- 鉄道：JR西日本加古川線青野ケ原駅・社町駅
- 港湾：姫路港（特定重要港湾）、東播磨港（重要港湾）
- 飛行場：大阪国際空港（伊丹空港）、神戸空港、播磨ヘリポート